# Content intelligence
 (juin 2018).
La content intelligence est une stratégie de marketing qui utilise des systèmes et des logiciels d’intelligence artificielle pour traiter les données de contenu en insights[Quoi ?] fiables sur l’efficacité du marketing de contenu de l’entreprise.

## Principes du fonctionnement des logiciels de CI
L’IA fonctionne dans un certain cadre pour modifier une analyse comportementale des clients. Elle devrait être capable de traiter une grande quantité de données pour donner une idée à l'équipe commerciale sur les tendances et la réaction des clients au contenu de l’entreprise.
L’utilisation de la content intelligence est liée à la science des big data et de l’intelligence artificielle, mais elle différente. Pour un bon logiciel de content intelligence, il est essentiel d'y inclure un moteur sémantique, parce qu’il classifie automatiquement les contenus selon les étiquettes assignées par la plateforme.
C’est possible avec l'implémentation d’une IA adéquate dans les systèmes CRM[Quoi ?] pour gérer les bases de données d’une entreprise, DAM (Digital Asset Management).
La content intelligence est souvent considérée une forme de création de contenu de haute qualité pour un public cible, par opposition à la publication de grande volumes et contenu à bon marché souvent utilisé pour plaire à un public plus vaste.